# Подолянское (Деражнянский район)
Подолянское (укр. Подолянське) — село в Деражнянском районе Хмельницкой области Украины.
Население по переписи 2001 года составляло 38 человек. Почтовый индекс — 32222. Телефонный код — 3856. Занимает площадь 0,314 км². Код КОАТУУ — 6821583204.

## История
В 1945 г. Указом Президиума ВС УССР село Бзово переименовано в Подолянское.
В селе родился Герой Советского Союза Михаил Мебш.

## Местный совет
32222, Хмельницкая обл., Деражнянский р-н, с. Згарок, ул. Ленина, 10